# Französische Straßen-Radmeisterschaften

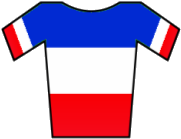
Französisches Meistertrikot

Die Französischen Straßen-Radmeisterschaften ermitteln die französischen Meister und Meisterinnen im Straßenrennen sowie im Einzelzeitfahren. Eine regelmäßige Austragung für Männer findet seit 1907, für Frauen seit 1951 statt. Zeitfahrmeister und Zeitfahrmeisterinnen werden seit 1995 ermittelt.
Rekordsieger bei den Männern auf der Straße ist Jean Stablinski, der das Rennen viermal gewann und zweimal zweiter wurde. Er war bisher auch der Einzige, der das Rennen dreimal in Folge (1962–1964) gewinnen konnte. Ihm folgt Francis Pélissier mit drei Siegen und drei zweiten Plätzen.
Im Zeitfahren gelangen Eddy Seigneur ebenfalls vier Siege und ebenfalls drei in Folge (2002–2004).
Mit 20 Titeln auf der Straße ist Jeannie Longo-Ciprelli die erfolgreichste Frau. Sie konnte den Sieg sogar elfmal in Folge (1979–1989) erringen. Und auch im Zeitfahren konnte keine Fahrerin mehr Titel gewinnen als sie: acht, davon fünf in Folge (1999–2003). Dabei wurde sie auch sechsmal Doppelmeisterin (Straße und Zeitfahren im selben Jahr).

## Straßen-Radmeister
| Jahr                       | Ort                       | Straßenmeister (m)        | Straßenmeister (w)       | Zeitfahrmeister (m)    | Zeitfahrmeister (w)    |
| -------------------------- | ------------------------- | ------------------------- | ------------------------ | ---------------------- | ---------------------- |
| 2024                       | Saint-Martin-de-Landelles | Paul Lapeira              | Juliette Labous          | Bruno Armirail         | Audrey Cordon-Ragot    |
| 2023                       | Cassel                    | Valentin Madouas          | Victoire Berteau         | Rémi Cavagna           | Cédrine Kerbaol        |
| 2022                       | Cholet                    | Florian Sénéchal          | Audrey Cordon-Ragot      | Bruno Armirail         | Audrey Cordon-Ragot    |
| 2021                       | Épinal                    | Rémi Cavagna              | Évita Muzic              | Benjamin Thomas        | Audrey Cordon-Ragot    |
| 2020                       | Grand-Champ               | Arnaud Démare             | Audrey Cordon-Ragot      | Rémi Cavagna           | Juliette Labous        |
| 2019                       | La Haie-Fouassière        | Warren Barguil            | Jade Wiel                | Benjamin Thomas        | Séverine Eraud         |
| 2018                       | Mantes-la-Jolie           | Anthony Roux              | Aude Biannic             | Pierre-Roger Latour    | Audrey Cordon-Ragot    |
| 2017                       | Saint-Omer                | Arnaud Démare             | Charlotte Bravard        | Pierre-Roger Latour    | Audrey Cordon          |
| 2016                       | Vesoul                    | Arthur Vichot             | Edwige Pitel             | Thibaut Pinot          | Audrey Cordon          |
| 2015                       | Chantonnay                | Steven Tronet             | Pauline Ferrand-Prévot   | Jérôme Coppel          | Audrey Cordon          |
| 2014                       | Futuroscope               | Arnaud Démare             | Pauline Ferrand-Prévot   | Sylvain Chavanel       | Pauline Ferrand-Prévot |
| 2013                       | Lannilis                  | Arthur Vichot             | Élise Delzenne           | Sylvain Chavanel       | Pauline Ferrand-Prévot |
| 2012                       | Saint-Amand-les-Eaux      | Nacer Bouhanni            | Marion Rousse            | Sylvain Chavanel       | Pauline Ferrand-Prévot |
| 2011                       | Boulogne-sur-Mer          | Sylvain Chavanel          | Christel Ferrier Bruneau | Christophe Kern        | Jeannie Longo          |
| 2010                       | Chantonnay                | Thomas Voeckler           | Mélodie Lesueur          | Nicolas Vogondy        | Jeannie Longo          |
| 2009                       | Saint-Brieuc              | Dimitri Champion          | Christel Ferrier Bruneau | Jean-Christophe Péraud | Jeannie Longo-Ciprelli |
| 2008                       | Semur-en-Auxois           | Nicolas Vogondy           | Jeannie Longo-Ciprelli   | Sylvain Chavanel       | Jeannie Longo-Ciprelli |
| 2007                       | Aurillac                  | Christophe Moreau         | Edwige Pitel             | Benoît Vaugrenard      | Maryline Salvetat      |
| 2006                       | Chantonnay                | Florent Brard             | Jeannie Longo-Ciprelli   | Sylvain Chavanel       | Jeannie Longo-Ciprelli |
| 2005                       | Boulogne-sur-Mer          | Pierrick Fédrigo          | Magali Le Floc'h         | Sylvain Chavanel       | Edwige Pitel           |
| 2004                       | Pont-du-Fossé             | Thomas Voeckler           | Jeannie Longo-Ciprelli   | Eddy Seigneur          | Edwige Pitel           |
| 2003                       | Plumelec                  | Didier Rous               | Sonia Huguet             | Eddy Seigneur          | Jeannie Longo-Ciprelli |
| 2002                       | Briançon                  | Nicolas Vogondy           | Magali Le Floc'h         | Eddy Seigneur          | Jeannie Longo-Ciprelli |
| 2001                       | Argenton-sur-Creuse       | Didier Rous               | Jeannie Longo-Ciprelli   | Florent Brard          | Jeannie Longo-Ciprelli |
| 2000                       | Poiré-sur-Vie             | Christophe Capelle        | Jeannie Longo-Ciprelli   | Francisque Teyssier    | Jeannie Longo-Ciprelli |
| 1999                       | Charade                   | François Simon            | Jeannie Longo-Ciprelli   | Gilles Maignan         | Jeannie Longo-Ciprelli |
| 1998                       | Clermont-Ferrand          | Laurent Jalabert          | Jeannie Longo-Ciprelli   | Gilles Maignan         | Albine Caillie         |
| 1997                       | Linas-Montlhéry           | Stéphane Barthe           | Sylvie Riedle            | Francisque Teyssier    | Catherine Marsal       |
| 1996                       | Castres                   | Stéphane Heulot           | Catherine Marsal         | Eddy Seigneur          | Marion Clignet         |
| 1995                       | La Cluse-et-Mijoux        | Eddy Seigneur             | Jeannie Longo-Ciprelli   | Thierry Marie          | Jeannie Longo-Ciprelli |
| 1994                       | Fontenay-le-Comte         | Jacky Durand              | Chantal Gorostegui       |                        |                        |
| 1993                       | Châtellerault             | Jacky Durand              | Marion Clignet           |                        |                        |
| 1992                       | Avize                     | Luc Leblanc               | Jeannie Longo-Ciprelli   |                        |                        |
| 1991                       | Saint-Saulge              | Armand de Las Cuevas      | Marion Clignet           |                        |                        |
| 1990                       | Saint-Saulge              | Philippe Louviot          | Catherine Marsal         |                        |                        |
| 1989                       | Montluçon                 | Éric Caritoux             | Jeannie Longo-Ciprelli   |                        |                        |
| 1988                       | Saint-Étienne             | Éric Caritoux             | Jeannie Longo-Ciprelli   |                        |                        |
| 1987                       | Lugny                     | Marc Madiot               | Jeannie Longo-Ciprelli   |                        |                        |
| 1986                       | Châteaulin                | Yvon Madiot               | Jeannie Longo-Ciprelli   |                        |                        |
| 1985                       | Chailley                  | Jean-Claude Leclercq      | Jeannie Longo            |                        |                        |
| 1984                       | Plouay                    | Laurent Fignon            | Jeannie Longo            |                        |                        |
| 1983                       | Carcassonne               | Marc Gomez                | Jeannie Longo            |                        |                        |
| 1982                       | Bailleul                  | Régis Clère               | Jeannie Longo            |                        |                        |
| 1981                       | La Ferté-Gaucher          | Serge Beucherie           | Jeannie Longo            |                        |                        |
| 1980                       | Les Echelles              | Pierre-Raymond Villemiane | Jeannie Longo            |                        |                        |
| 1979                       | Plumelec                  | Roland Berland            | Jeannie Longo            |                        |                        |
| 1978                       | Sarrebourg                | Bernard Hinault           | Chantal Fortier          |                        |                        |
| 1977                       | Château-Chinon            | Marcel Tinazzi            | Geneviève Gambillon      |                        |                        |
| 1976                       | Montauban                 | Guy Sibille               | Geneviève Gambillon      |                        |                        |
| 1975                       | Limoges                   | Régis Ovion               | Geneviève Gambillon      |                        |                        |
| 1974                       | Château-Chinon            | Georges Talbourdet        | Geneviève Gambillon      |                        |                        |
| 1973                       | Plumelec                  | Bernard Thévenet          | Elisabeth Camus          |                        |                        |
| 1972                       | Censeau                   | Roland Berland            | Geneviève Gambillon      |                        |                        |
| 1971                       |                           | Cyrille Guimard           | Annick Chapron           |                        |                        |
| 1970                       |                           | Cyrille Guimard           | Geneviève Gambillon      |                        |                        |
| 1969                       |                           | Raymond Delisle           | Geneviève Gambillon      |                        |                        |
| 1968                       |                           | Lucien Aimar              | Chantal N’Guten          |                        |                        |
| 1967                       |                           | Lucien Aimar              | Lyli Herse               |                        |                        |
| 1966                       |                           | Jean-Claude Theillère     | Giselle Caille           |                        |                        |
| 1965                       |                           | Henry Anglade             | Lyli Herse               |                        |                        |
| 1964                       |                           | Jean Stablinski           | André Flageolet          |                        |                        |
| 1963                       |                           | Jean Stablinski           | Lyli Herse               |                        |                        |
| 1962                       |                           | Jean Stablinski           | Lyli Herse               |                        |                        |
| 1961                       |                           | Raymond Poulidor          | Lyli Herse               |                        |                        |
| 1960                       |                           | Jean Stablinski           | Renée Vissac             |                        |                        |
| 1959                       |                           | Henry Anglade             | Lyli Herse               |                        |                        |
| 1958                       |                           | Valentin Huot             | Lyli Herse               |                        |                        |
| 1957                       |                           | Valentin Huot             | Lyli Herse               |                        |                        |
| 1956                       |                           | Bernard Gauthier          | Lyli Herse               |                        |                        |
| 1955                       |                           | André Darrigade           | Lydia Brein-Haritonides  |                        |                        |
| 1954                       |                           | Jacques Dupont            | Noelle Sabbe             |                        |                        |
| 1953                       |                           | Raphaël Géminiani         | Jeanne Lemayre           |                        |                        |
| 1952                       |                           | Adolphe Deledda           | Jeanne Lemayre           |                        |                        |
| 1951                       |                           | Louison Bobet             | Lucienne Benoist         |                        |                        |
| 1950                       |                           | Louison Bobet             |                          |                        |                        |
| 1949                       |                           | Jean Rey                  |                          |                        |                        |
| 1948                       |                           | César Marcelak            |                          |                        |                        |
| 1947                       |                           | Émile Idée                |                          |                        |                        |
| 1946                       |                           | Louis Caput               |                          |                        |                        |
| 1945                       |                           | Eloi Tassin               |                          |                        |                        |
| 1944                       |                           | Urbain Caffi              |                          |                        |                        |
| 1943                       |                           | Paul Maye                 |                          |                        |                        |
| 1942                       |                           | Emile Idée                |                          |                        |                        |
| 1941                       | NBZ                       | René Vietto               |                          |                        |                        |
| 1941                       | BZ                        | Albert Goutal             |                          |                        |                        |
| 1940 Keine Austragung      |                           |                           |                          |                        |                        |
| 1939                       |                           | Georges Speicher          |                          |                        |                        |
| 1938                       |                           | Paul Maye                 |                          |                        |                        |
| 1937                       |                           | Georges Speicher          |                          |                        |                        |
| 1936                       |                           | René Le Grevès            |                          |                        |                        |
| 1935                       |                           | Georges Speicher          |                          |                        |                        |
| 1934                       |                           | Raymond Louviot           |                          |                        |                        |
| 1933                       |                           | Roger Lapébie             |                          |                        |                        |
| 1932                       |                           | André Godinat             |                          |                        |                        |
| 1931                       |                           | Armand Blanchonnet        |                          |                        |                        |
| 1930                       |                           | Roger Bisseron            |                          |                        |                        |
| 1929                       |                           | Marcel Bidot              |                          |                        |                        |
| 1928                       |                           | Ferdinand Le Drogo        |                          |                        |                        |
| 1927                       |                           | Ferdinand Le Drogo        |                          |                        |                        |
| 1926                       |                           | Achille Souchard          |                          |                        |                        |
| 1925                       |                           | Achille Souchard          |                          |                        |                        |
| 1924                       |                           | Francis Pélissier         |                          |                        |                        |
| 1923                       |                           | Francis Pelissier         |                          |                        |                        |
| 1922                       |                           | Jean Brunier              |                          |                        |                        |
| 1921                       |                           | Francis Pelissier         |                          |                        |                        |
| 1920                       |                           | Jean Alavoine             |                          |                        |                        |
| 1919                       |                           | Henri Pélissier           |                          |                        |                        |
| 1915–1918 Keine Austragung |                           |                           |                          |                        |                        |
| 1914                       |                           | Charles Crupelandt        |                          |                        |                        |
| 1913                       |                           | Octave Lapize             |                          |                        |                        |
| 1912                       |                           | Octave Lapize             |                          |                        |                        |
| 1911                       |                           | Octave Lapize             |                          |                        |                        |
| 1910                       |                           | Émile Georget             |                          |                        |                        |
| 1909                       |                           | Jean Alavoine             |                          |                        |                        |
| 1908                       |                           | Gustave Garrigou          |                          |                        |                        |
| 1907                       |                           | Gustave Garrigou          |                          |                        |                        |

Anmerkungen (Tip)
1. ↑  Yves Hézard (Erster) und Jean Dumont (Zweiter) wurden des Dopings überführt und aus der Wertung genommen. (Guimard war Dritter der Austragung)
2. ↑  Paul Gutty (Erster) wurde des Dopings überführt und aus der Wertung genommen. (Guimard war Zweiter der Austragung)
3. ↑  Désiré Letort (Erster) wurde des Dopings überführt und aus der Wertung genommen. (Aimar war Zweiter der Austragung)
4. ↑  Der ursprüngliche Sieger Paul Néri hatte die italienische Staatsbürgerschaft.
5. 1 2 3  Sieger durch ein Punktesystem (Gesamtwertung) ermittelt.
6. 1 2  1941 gab es zwei Austragungen, eine in der Besetzten Zone (BZ) und eine in der Nicht besetzten Zone (NBZ).
7. 1 2 3 4 5 6 7 8  Austragung war ein Einzelzeitfahren und kein Straßenrennen.

## Ergänzungen
1. ↑  Charade ist eine Gegend 6 km westlich von Clermont-Ferrand.
2. ↑  Chailley ist eine Kommune im Département Yonne; 150 km südöstlich von Paris.
3. ↑  La Ferté-Gaucher ist eine Ortschaft; 80 km östlich von Paris.